# Consider the Birds
Albums de Wovenhand
Blush Music (original score)
(2003) Puur
(2005)
Consider the Birds est un album de musique rock et alternative folk du groupe Wovenhand sorti le 27 septembre 2004 sur le label Glitterhouse Records. À l'occasion de la sortie de cet album le groupe, qui jusqu'à présent s'intitulait Woven Hand, change la typographie de son nom en Wovenhand.

## Historique
Le titre de l'album vient d'un verset du Sermon sur la montagne.
Les reproductions de pastels présentes sur l'album ont été réalisées par Gina Fallico une amie de longue date David Eugene Edwards et les 50 premiers albums possèdent un autographe spécial de David Eugene Edwards.

## Liste des titres de l'album
1. Sparrow Falls
2. Bleary Eyed Duty
3. To Make a Ring
4. Off the Cuff
5. Chest of Drawers
6. Oil on Panel
7. The Speaking Hands
8. Down in Yon Forest
9. Tin Fingers
10. Into the Piano

## Musiciens ayant participé à l'album
- David Eugene Edwards, chant, guitares
- Ordy Garrison, percussions
- Daniel MacMahon, piano
- Shane Trost, guitare basse